# Varadarajanpettai
Varadarajanpettai es una ciudad y nagar Panchayat situada en el distrito de Ariyalur en el estado de Tamil Nadu (India). Su población es de 8259 habitantes (2011).

## Demografía
Según el censo de 2011 la población de Varadarajanpettai era de 8259 habitantes, de los cuales 4093 eran hombres y 4166 eran mujeres. Varadarajanpettai tiene una tasa media de alfabetización del 77,03%, inferior a la media estatal del 80,09%: la alfabetización masculina es del 83,72%, y la alfabetización femenina del 72,31%.